# Julia Kern
Julia Kern (* 12. September 1997 in Berkeley, Kalifornien) ist eine US-amerikanische Skilangläuferin.

## Werdegang
Kern ist die Tochter der deutschen Biochemikerin und ehemaligen Basketballnationalspielerin Dorothee Kern, die in den 1990er Jahren in die Vereinigten Staaten auswanderte.
Sie startete im Januar 2013 in Midway erstmals bei der US Super Tour und belegte dabei den 34. Platz im Sprint. Bei den Nordischen Junioren-Skiweltmeisterschaften 2015 in Almaty errang sie den 38. Platz im Skiathlon, den 32. Platz im Sprint und den achten Platz mit der Staffel. In der Saison 2015/16 erreichte sie bei der US Super Tour den 20. Platz in der Gesamtwertung. Dabei kam sie im Februar 2016 in Craftsbury mit Platz zwei über 10 km klassisch erstmals aufs Podest. Bei den Nordischen Junioren-Skiweltmeisterschaften 2016 in Râșnov belegte sie den 18. Platz über 5 km klassisch, den 16. Rang im Sprint und den achten Platz mit der Staffel. Zu Beginn der Saison 2016/17 siegte sie beim Nor-Am-Cup und US Supertour-Rennen in Vernon im Sprint. Im weiteren Saisonverlauf holte sie im Sprint in Ishpeming ihren ersten Sieg in der US Super Tour und belegte bei der US Super Tour in Auburn den dritten Platz im Sprint. Bei den Nordischen Junioren-Skiweltmeisterschaften 2017 in Soldier Hollow gewann sie die Bronzemedaille mit der Staffel. Zudem wurde sie dort Neunte im Sprint. Im März 2017 debütierte sie in Québec im Skilanglauf-Weltcup. Dort holte sie beim Weltcup-Finale, welches sie auf dem 46. Platz beendete, bei der Sprintetappe mit dem 24. Platz ihre ersten Weltcuppunkte.
In der Saison 2018/19 holte Kern drei Siege bei der US Super Tour. Zudem errang sie dreimal den dritten und einmal den zweiten Platz und gewann damit die Gesamtwertung. Beim Weltcupfinale in Québec lief sie auf den 43. Platz und erreichte mit drei Platzierungen in den Punkterängen den 73. Platz im Gesamtweltcup. Beim Saisonhöhepunkt, den Nordischen Skiweltmeisterschaften 2019 in Seefeld in Tirol, belegte sie den 23. Platz im Sprint, den 19. Rang im Skiathlon und den fünften Platz mit der Staffel. In der folgenden Saison errang sie den 49. Platz beim Ruka Triple und den 30. Platz bei der Skitour. Zudem erreichte sie in Planica mit dem dritten Platz im Sprint ihre erste Podestplatzierung im Weltcup und belegte zum Saisonende den 40. Platz im Gesamtweltcup und den 19. Rang im Sprintweltcup. Bei den U23-Weltmeisterschaften 2020 in Oberwiesenthal gewann sie die Bronzemedaille im Sprint. Zudem lief sie dort auf den 27. Platz im 15-km-Massenstartrennen, auf den fünften Rang mit der Staffel und auf den vierten Platz über 10 km klassisch.
In der Saison 2020/21 belegte Kern den 50. Platz beim Ruka Triple, den 38. Rang bei der Tour de Ski 2021 und bei den nordischen Skiweltmeisterschaften 2021 in Oberstdorf den 36. Platz im Sprint. In der folgenden Saison wurde sie in Dresden zusammen mit Jessica Diggins Zweite im Teamsprint und errang mit vier Top-Zehn-Platzierungen den 20. Platz im Gesamtweltcup sowie den achten Platz im Sprintweltcup. Beim Saisonhöhepunkt, den Olympischen Winterspielen 2022 in Peking, belegte sie den 53. Platz im Skiathlon und den 18. Rang im Sprint.

## Siege bei Continental-Cup-Rennen
| Nr. | Datum             | Ort              | Disziplin                  | Serie                        |
| --- | ----------------- | ---------------- | -------------------------- | ---------------------------- |
| 1.  | 10. Dezember 2016 | Vernon           | Sprint klassisch           | Nor-Am-Cup und US Super Tour |
| 2.  | 17. Februar 2017  | Ishpeming        | Sprint Freistil            | US Super Tour                |
| 3.  | 1. Dezember 2018  | West Yellowstone | Sprint Freistil            | US Super Tour                |
| 4.  | 8. Dezember 2018  | Vernon           | Sprint Freistil            | Nor-Am-Cup und US Super Tour |
| 5.  | 8. Januar 2019    | Craftsbury       | Sprint Freistil 1          | US Super Tour                |
| 6.  | 21. März 2022     | Whistler         | 10 km klassisch            | US Super Tour                |
| 7.  | 23. März 2022     | Whistler         | Sprint klassisch           | US Super Tour                |
| 8.  | 27. März 2022     | Whistler         | 42 km Freistil Massenstart | US Super Tour                |
| 9.  | 28. März 2025     | Lake Placid      | Sprint Freistil            | US Super Tour                |

## Teilnahmen an Weltmeisterschaften und Olympischen Winterspielen

### Olympische Spiele
- 2022 Peking: 18. Platz Sprint Freistil, 53. Platz 15 km Skiathlon

### Nordische Skiweltmeisterschaften
- 2019 Seefeld in Tirol: 5. Platz Staffel, 19. Platz 15 km Skiathlon, 23. Platz Sprint Freistil
- 2021 Oberstdorf: 36. Platz Sprint klassisch
- 2023 Planica: 3. Platz Teamsprint Freistil, 5. Platz Staffel, 8. Platz Sprint klassisch, 27. Platz 30 km klassisch Massenstart, 34. Platz 10 km Freistil
- 2025 Trondheim: 2. Platz Teamsprint klassisch, 5. Platz Sprint Freistil, 6. Platz Staffel, 19. Platz 50 km Freistil Massenstart, 26. Platz 20 km Skiathlon

## Platzierungen im Weltcup

### Weltcup-Statistik
Die Tabelle zeigt die erreichten Platzierungen im Einzelnen.
- 1.–3. Platz: Anzahl der Podiumsplatzierungen
- Top 10: Anzahl der Platzierungen unter den ersten zehn
- Punkteränge: Anzahl der Platzierungen innerhalb der Punkteränge
- Starts: Anzahl gelaufener Rennen in der jeweiligen Disziplin
- Hinweis: Bei den Distanzrennen erfolgt die Einordnung gemäß FIS.

| Platzierung               | Distanzrennen a | Distanzrennen a | Distanzrennen a | Distanzrennen a | Distanzrennen a | Skiathlon Verfolgung | Sprint | Etappen- rennen b | Gesamt | Team   | Team    |
| Platzierung               | ≤ 5 km          | ≤ 10 km         | ≤ 15 km         | ≤ 30 km         | > 30 km         | Skiathlon Verfolgung | Sprint | Etappen- rennen b | Gesamt | Sprint | Staffel |
| ------------------------- | --------------- | --------------- | --------------- | --------------- | --------------- | -------------------- | ------ | ----------------- | ------ | ------ | ------- |
| 1. Platz                  |                 |                 |                 |                 |                 |                      |        |                   |        |        |         |
| 2. Platz                  |                 |                 |                 |                 |                 |                      |        |                   |        | 1      |         |
| 3. Platz                  |                 |                 |                 |                 |                 |                      | 2      |                   | 2      | 1      | 2       |
| Top 10                    |                 | 1               |                 | 1               |                 | 1                    | 16     |                   | 19     | 7      | 5       |
| Punkteränge               |                 | 22              | 2               | 10              | 2               | 7                    | 54     | 3                 | 100    | 10     | 7       |
| Starts                    |                 | 42              | 3               | 11              | 2               | 20                   | 67     | 9                 | 154    | 10     | 8       |
| Stand: Saisonende 2024/25 |                 |                 |                 |                 |                 |                      |        |                   |        |        |         |

### Weltcup-Gesamtplatzierungen
| Saison  | Gesamt | Gesamt | Distanz | Distanz | Sprint | Sprint |
| Saison  | Punkte | Platz  | Punkte  | Platz   | Punkte | Platz  |
| ------- | ------ | ------ | ------- | ------- | ------ | ------ |
| 2016/17 | 7      | 102.   | -       | -       | 7      | 73.    |
| 2017/18 | -      | -      | -       | -       | -      | -      |
| 2018/19 | 43     | 73.    | 7       | 77.     | 36     | 42.    |
| 2019/20 | 150    | 40.    | 25      | 53.     | 122    | 19.    |
| 2020/21 | 101    | 45.    | 6       | 79.     | 85     | 20.    |
| 2021/22 | 276    | 20.    | 41      | 44.     | 235    | 8.     |
| 2022/23 | 1082   | 14.    | 237     | 37.     | 719    | 7.     |
| 2023/24 | 812    | 25.    | 240     | 34.     | 572    | 12.    |
| 2024/25 | 886    | 19.    | 347     | 27.     | 395    | 16.    |